# Potícia
Potícia (em latim: Potitia) era uma antiga família patrícia de Roma. Nenhum de seus membros jamais alcançou qualquer um dos cargos mais elevados do estado romano, e a gens é conhecida principalmente como resultado de sua longa associação com os ritos de Hércules e por uma praga catastrófica que teria matado todos os seus membros dentro de um único mês, no final do século IV a.C. No entanto, alguns Potícios de tempos posteriores são conhecidos por fontes literárias e inscrições.

## Origem
A história dos Potitii está inextricavelmente entrelaçada com a dos Pinarii. Segundo a lenda, Hércules chegou à Itália uma geração antes da Guerra de Tróia, e foi recebido pelas famílias dos Potitii e dos Pinarii. Ele os instruiu em uma forma de adoração pela qual o honraram por gerações. O sacerdócio deste culto foi realizado exclusivamente por membros dessas duas famílias, como um sacrum gentilicium— o dever sagrado de um determinado gênero. Michael Grant sugere que a adoração supervisionada por essas famílias foi originalmente introduzida na Itália pelos Fenícios, e foi dedicado a um dos deuses fenícios, que depois foi assimilado com Hércules.
A posição dos Potitii neste culto era superior à dos Pinarii, que foram excluídos de participar das entranhas do sacrifício, supostamente porque tinham chegado tarde ao banquete sacrifical dado por Hércules. Diz-se que as duas famílias cumpriram suas obrigações religiosas durante séculos, como sacerdotes hereditários de Hércules, até o período das Guerras Samnitas, no final do quarto século a.C.

## Destruição
Em 312 a.C., Appius Claudius Caecus, durante seu período como censor, tentou persuadir os Potitii e os Pinarii a instruir os escravos públicos nesses ritos. Os Pinarii recusaram, mas os Potitii aceitaram a oferta de Cláudio de 50.000 libras de cobre. Niebuhr explica que a intenção de Cláudio era introduzir a adoração de Hércules, anteriormente "sacra privata", na religião da Estado romano, tornando-os assim "sacra publica". Entretanto, como nenhum Flâmine podia ser designado para um deus estrangeiro, era necessário confiar os ritos aos escravos.
Para sua impiedade, Hércules enviou uma praga que levou todos os gêneros no período de trinta dias; doze famílias e trinta homens adultos morreram, e o próprio Cláudio ficou cego, que foi como ele obteve seu cognome. Há alguma incerteza quanto à cronologia desta lenda; Cláudio dificilmente poderia ter sido cego durante seu período como censor, pois foi consul em 307, e novamente em 296 a.C., e foi então nomeado ditador em 292 e 285. Niebuhr sugere que os Potitii podem ter morrido numa terrível praga que atingiu Roma em 292.
O desaparecimento de um gens inteiro foi extraordinário; juntamente com o fato de que nenhum magistrado romano ou outros Potitii importantes são mencionados nos registros de sobrevivência, isto levou alguns historiadores a suspeitar que eles não eram de fato um gens distinto, mas sim um ramo de outra família patrícia que se extinguiu por volta do período das Guerras Samnitas, como o Valerii. Potiti, cujo sobrenome, "Potitus", poderia ter sido confundido com nomen, "Potititius". Entretanto, os historiadores antigos descrevem unanimemente o Potitii como um gens. Há também algumas indicações de que alguns Potitii sobreviveram à destruição dos gens. A presença de um sobrenome, Potitianus, em várias inscrições implica que outros foram adotados nos genes de Potitia, ou descendentes dele através da linha feminina.